# Філіп Максиміліан Опіц
Філіп Максиміліа́н О́піц (чеськ. Philipp Maximilian Opiz, 5 червня 1787, Часлав, Богемія — 20 травня 1858, Прага) — чеський ботанік, міколог.
Розпочав флористичне дослідження Чехії, опублікував багато праць по флорі цієї країни.
З 1823 по 1830 роки видавав газету «Naturalientausch» з матеріалами по таксономії та флористиці.

## Визнання
В честь Опіца названо:
- рід рослин Opizia J.Presl & C.Presl родини Злакових
- Види рослин:
  - Acer opizii Ortm. ex Opiz
  - Alchemilla opizii Hadač
  - Piper opizianum Fürnr.
  - Potentilla opizii Domin
  - Thymus × opizii F.Weber

## Праці
- Botanische Topographie Böheims, 1804–1825 (dochováno pouze v rukopise)
- Deutschlands cryptogamische Gewächse nach ihren natürlichen Standorten geordnet, Praha, 1816
- Tentamen Florae cryptogamicae Boëmiae, Brno, 1819-1820
- Böheims Phänerogamische und cryptogamische Gewächse, Praha, 1823
- Die Pelargonien, Praha, 1825
- Seznam rostlin kveteny ceske. Mala Encyklopedie Nauk. — Praha, 1852. — Dil. 10